# Sardieu
Sardieu is een gemeente in het Franse departement Isère (regio Auvergne-Rhône-Alpes). De plaats maakt deel uit van het arrondissement Vienne. Sardieu telde op 1 januari 2022 1.184 inwoners. 

## Geografie
De oppervlakte van Sardieu bedroeg op 1 januari 2022 11,2 vierkante kilometer; de bevolkingsdichtheid was toen 105,7 inwoners per km².

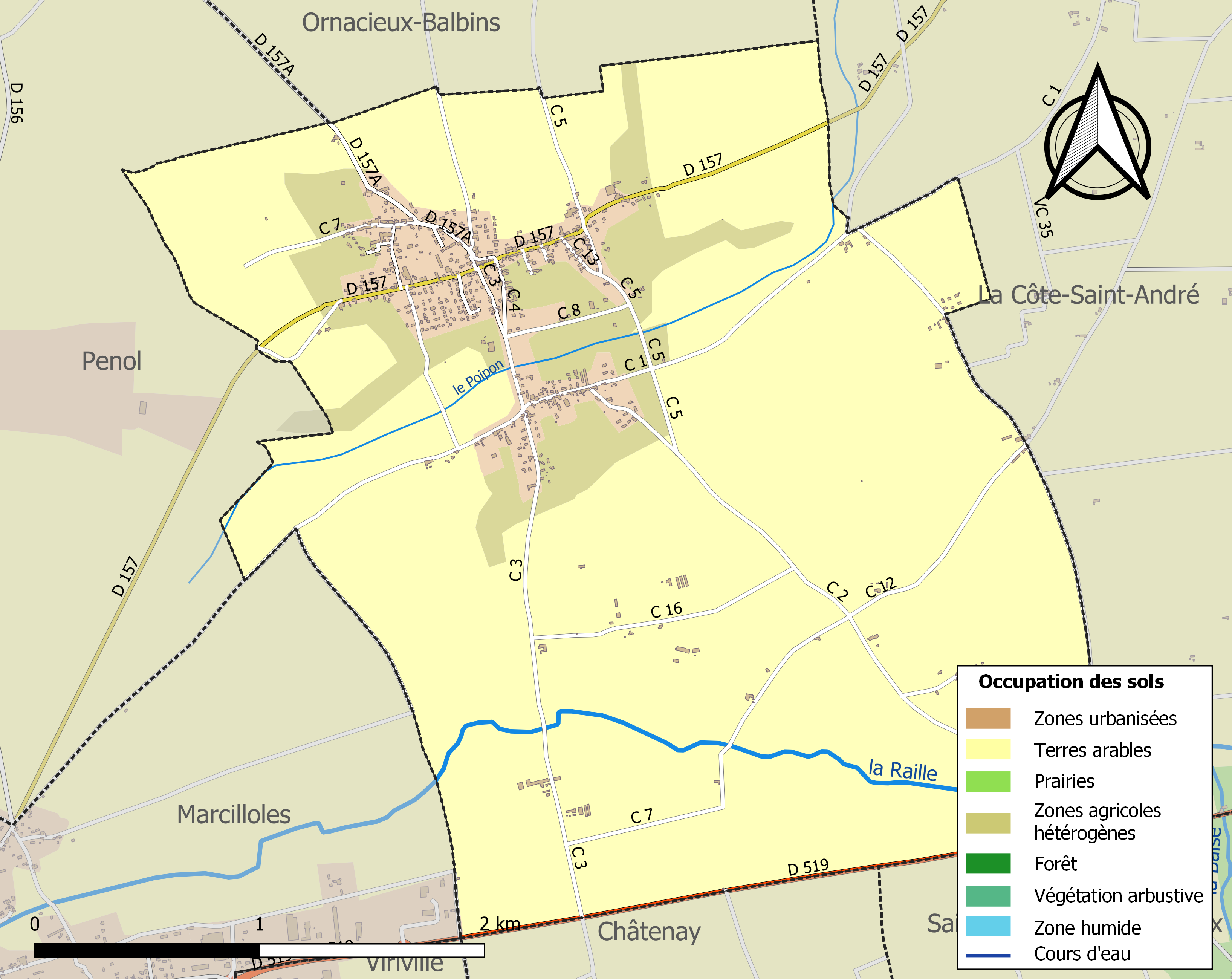
Kaart van de gemeente met de belangrijkste infrastructuur, bodemgebruik en omliggende gemeenten

## Demografie
Onderstaande figuur toont het verloop van het inwonertal (bron: INSEE-tellingen).